# 인터넷 유명인
인터넷 유명인(영어: Internet celebrity)은 인터넷에서 유명해진 인물이다. 인터넷은 전세계를 통해 많은 사람들에게 공유가 되기 때문에 인터넷 커뮤니티에서도 유명 인사가 나올 수 있다.

## 유형

### 왕훙
왕훙(중국어: 网红)이란 왕뤄훙런(网络红人)의 줄임말로 중국의 온라인상 유명인사를 가리킨다. 이들은 주로 웨이보 등 중국 소셜네트워크서비스(SNS)에서 활동하며 최소 50만 명 이상의 팬을 보유하고 있다.
중국의 왕훙은 유튜버나 인스타그램 인플루언서와 비슷하지만 중국에서는 유튜브, 구글 등 많은 해외 사이트들이 서비스되지 않기 때문에 대부분 시나 웨이보(중국어: 微博), 샤오홍슈(중국어: 小红书),타오바오(중국어: 淘宝网),콰이쇼우(중국어: 快手), 더우인(중국어: 抖音), 이즈보(중국어: 一直播)와 같이 중국 자체 사이트나 SNS를 활용한다. 이들은 SNS로 제품을 홍보하고 판매하는 마케팅을 진행하면서 수익을 낸다. 중국의 전자상거래의 성장과 함께 왕훙들이 가진 경제적 잠재력과 파급력이 커지자 ‘왕훙 경제’란 새로운 용어가 등장하기도 했다.

#### 왕훙의 유형[2]
1. 띠엔샨 왕홍: 이커머스로 수익을 창출하는 왕홍이다.
2. 스핀 왕홍: 플랫폼에 동영상 컨텐츠를 업로드하는 왕홍이다.
3. 즈보 왕홍: 실시간 방송을 진행하여 팔로워들의 후원으로 수익을 얻는 왕홍이다.

#### 왕훙 라이브 커머스 진행 절차[3]
1. 세팅 단계: 플래그십 스토어 개설 및 물류 환경을 갖춘다. 그리고 브랜드와 제품을 알리기 위한 브랜드 소개서를 제작한다.
2. 조율 단계: 브랜드의 제품을 제안 후 왕홍과의 계약을 진행하고 방송에 대한 구체적인 소통을 한다. 그 후에는 방송에 필요한 자료와 정보를 요청하여 방송 시나리오를 제작한다.
3. 방송 단계: 방송 단계에서는 방송 진행을 위한 준비와 주문에 대한 상품 발송부터 매출 정산까지 왕홍 방송 진행에 대한 모든 성과를 수확하고 마무리 짓는다.

## 같이 보기
- 인터넷 활동주의
- 인터넷 명예의 전당
- 인터넷 밈 목록
- 인터넷 방송인
- 역할 모델
- 소셜 미디어 마케팅
- 버추얼 인플루언서

1. ↑  이상훈 기자 (2024년 3월 14일). “국내 제약사 中 진출, 필수 전략은 ‘왕홍’ 협업”. 약업신문.
2. ↑  김지향 기자 (2019년 10월 15일). “중국 왕홍 마케팅의 선두주자 ㈜워너비인터내셔널, 글로벌 마케팅 대행사 도약 노린다”. MTN 뉴스.
3. ↑  Feclodin (2023년 12월 15일). “왕홍 라이브 커머스 진행 절차”. brunchstory.